# William Lenoir (astronauta)
William Benjamin „Bill” Lenoir (ur. 14 marca 1939 w Miami, stan Floryda; zm. 26 sierpnia 2010 w Albuquerque, stan Nowy Meksyk) – astronauta amerykański, inżynier. Jego przodkiem był generał William Lenoir, uczestnik wojny o niepodległość Stanów Zjednoczonych.

## Edukacja
Szkołę podstawową i średnią ukończył w Coral Gables na Florydzie. Licencjat z inżynierii elektrycznej uzyskał na Massachusetts Institute of Technology. W 1962 r. otrzymał tytuł magistra nauk ścisłych, a w 1965 r. doktora. Od 1964 do 1965 r. był instruktorem, a od 1965 asystentem profesora inżynierii elektrycznej w MIT.

## Kariera astronauty
W sierpniu 1967 r. został zakwalifikowany do szóstej grupy astronautów NASA. Szkolenie przeszedł w bazie Laughlin.

W 1973 r. pełnił funkcję rezerwowego pilota-naukowca misji Skylab 3 i Skylab 4. Miał być także pilotem-naukowcem załogi podstawowej misji Skylab 5. Lot ten został jednak odwołany.

Od września 1974 do lipca 1976 r. Lenoir pracował jako lider NASA Satellite Power Team. Uczestniczył w programie STS, zajmując się takimi zagadnieniami jak operacje na orbicie, szkolenia, prace w otwartej przestrzeni kosmicznej, umieszczanie ładunków na orbicie oraz ich ściąganie z orbity.
W 1981 r. otrzymał nominację do misji STS-5. Start nastąpił 11 listopada 1982 r. Na pokładzie wahadłowca Columbia towarzyszyli mu: dowódca Vance Brand, pilot Robert Overmyer oraz specjalista misji Joseph Allen. W trakcie misji astronauci wypuścili trzy sztuczne satelity oraz przeprowadzili kilka eksperymentów. Wahadłowiec wylądował 16 listopada 1982 r. w bazie Edwards.
Lenoir otrzymał propozycję wzięcia udziału w misji STS-61-A w 1985 r., jednak odmówił ze względów rodzinnych oraz z powodu chęci rozpoczęcia kariery w biznesie.
We wrześniu 1984 r. opuścił NASA.

## Po opuszczeniu NASA
Od 1984 do 1989 r. pracował w firmie konsultingowej Booz Allen Hamilton. W czerwcu 1989 r. powrócił do NASA jako Associate Administrator for Space Flight. W kwietniu 1992 r. zrezygnował z pracy w NASA i objął posadę wiceprezesa jednego z oddziałów firmy Booz Allen Hamilton. Funkcję tę pełnił aż do przejścia na emeryturę w 2000 r.
Zmarł 26 sierpnia 2010 r. w szpitalu w Albuquerque na skutek obrażeń głowy doznanych w wypadku rowerowym.

## Odznaczenia i nagrody
- NASA Exceptional Service Medal (1974)
- Medal Za Lot Kosmiczny (NASA Space Flight Medal, 1982)
- Universal Astronaut Insignia za lot orbitalny (nr 114, pośmiertnie) – Stowarzyszenie Uczestników Lotów Kosmicznych (Association of Space Explorers(inne języki))[2]

## Życie prywatne
Był dwukrotnie żonaty – z Elizabeth May Frost i Terri Waite. Miał troje dzieci.

## Wykaz lotów
| Loty kosmiczne, w których uczestniczył William Lenoir                   | Loty kosmiczne, w których uczestniczył William Lenoir | Loty kosmiczne, w których uczestniczył William Lenoir | Loty kosmiczne, w których uczestniczył William Lenoir | Loty kosmiczne, w których uczestniczył William Lenoir | Loty kosmiczne, w których uczestniczył William Lenoir |
| №                                                                       | Data startu                                           | Data lądowania                                        | Statek kosmiczny                                      | Funkcja                                               | Czas trwania                                          |
| ----------------------------------------------------------------------- | ----------------------------------------------------- | ----------------------------------------------------- | ----------------------------------------------------- | ----------------------------------------------------- | ----------------------------------------------------- |
| 1                                                                       | 11 listopada 1982                                     | 16 listopada 1982                                     | STS-5 Columbia F-5                                    | Specjalista misji                                     | 5 dni 2 godziny 14 minut i 26 sekund                  |
| Łączny czas spędzony w kosmosie — 5 dni 2 godziny 14 minut i 26 sekund. |                                                       |                                                       |                                                       |                                                       |                                                       |